# 拔陀罗首罗跋摩
拔陀罗首罗跋摩（？—？），林邑国7世紀中叶国王。国王范头黎的外孙，《旧唐书》误作范头黎的女婿婆羅門（拔陀罗首罗跋摩之父）。梵名“賢自在鎧”（Bhadresvaravarman）。645年，国王范鎮龍被殺，婆羅門即位林邑国王，不久大臣共謀将他废位。

## 传記資料
- 《新唐书》

| 前任： 范鎮龍 | 占城第四王朝第5代王 7世紀中叶 | 繼任： 诸葛地 |